# Russisch-Orthodoxe Kapelle (Weimar)

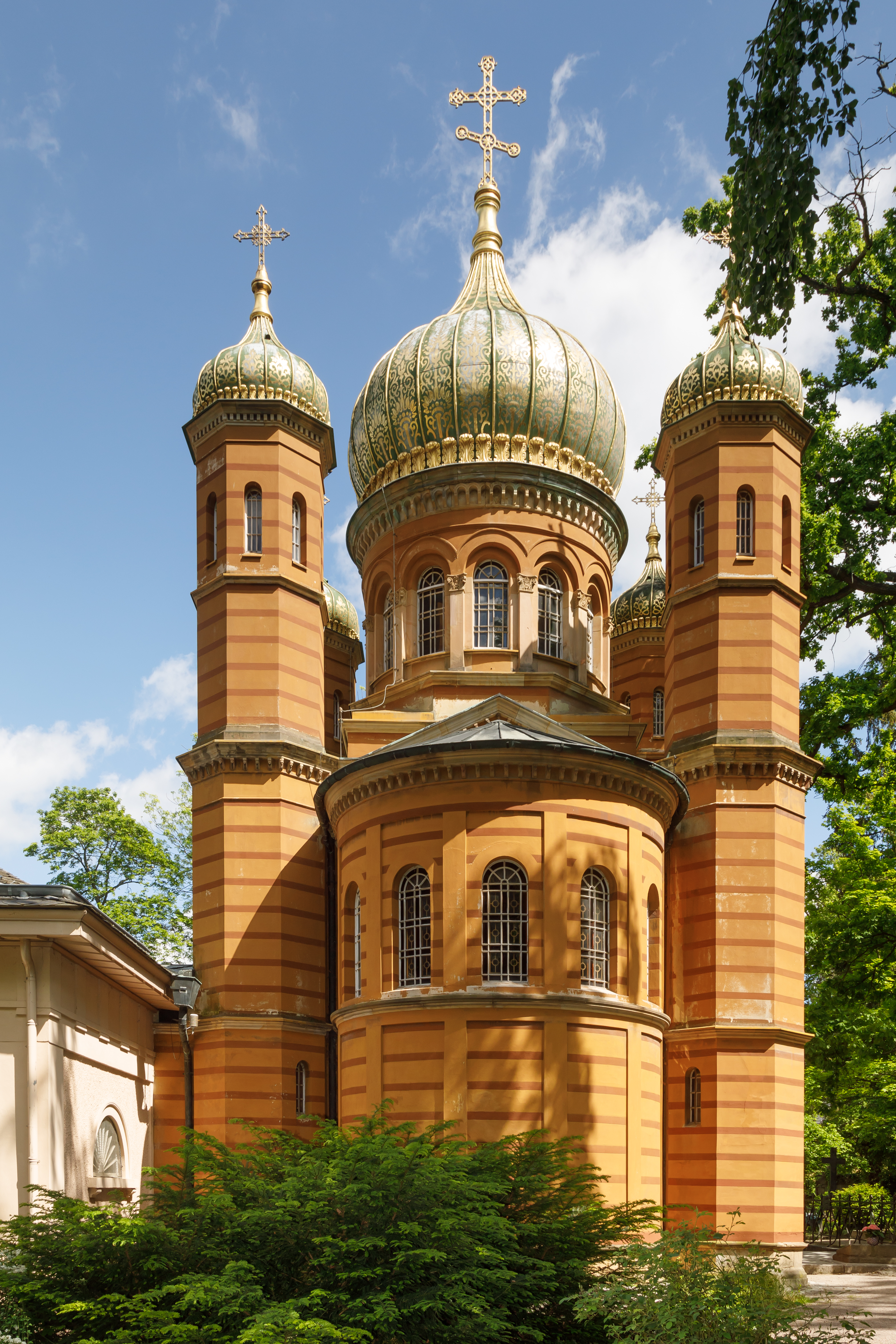
Russisch-Orthodoxe Kapelle auf dem Historischen Friedhof Weimar (Ansicht von Westen, 2017)

Die russisch-orthodoxe Hl-Maria-Magdalena-Kirche Weimar wurde 1860 bis 1862 als Grabkapelle für die russische Großfürstin Maria Pawlowna errichtet. Sie befindet sich auf dem Historischen Friedhof Weimar, direkt hinter der Fürstengruft, und ist mit dieser unterirdisch verbunden. Der Sarg Maria Pawlownas befindet sich unmittelbar in der unterirdischen Verbindung zwischen der Fürstengruft und der Grabkapelle. Der Sarg ihres Gatten Carl Friedrich ist unmittelbar daneben angeordnet. Von der Kapelle führt eine, heute durch eine Metallplatte verschlossene, Wendeltreppe in diese unterirdische Verbindung zur Fürstengruft.

## Geschichte

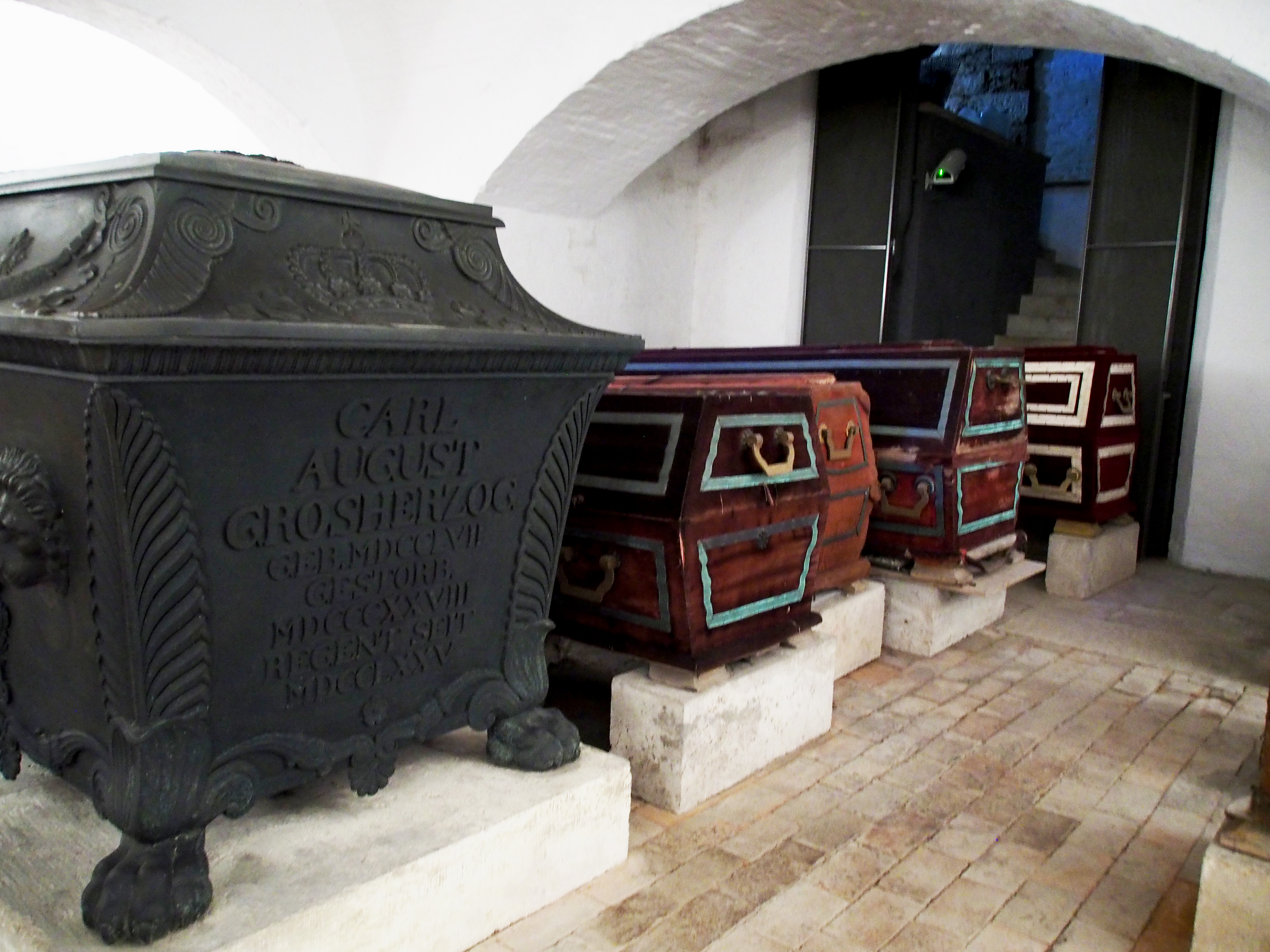
Bild aus der benachbarten Fürstengruft: Hinten im Übergangsbereich der Sarg von Maria Pawlowna, davor der ihres Gatten des Großherzogs Carl-Friedrich

Maria Pawlowna hatte verfügt, dass nach ihrem Tode eine russisch-orthodoxe Kapelle über ihrem Grab errichtet werden sollte. Die Grabkirche wurde zwischen 1860 und 1862 nach Plänen des Oberbaudirektors Carl Heinrich Ferdinand Streichhan (1814–1884) im Auftrag des Großherzogs Carl Alexander erbaut. Da Maria Pawlowna der russischen Zarenfamilie und dem Russisch-Orthodoxen Glauben angehörte, verlangte „das Protokoll“, dass sie in russischer Erde beerdigt werden müsse. Andererseits war sie auch die Regentin Sachsen-Weimar-Eisenachs und musste demzufolge in Weimar begraben werden. Man konnte beide Bedingungen erfüllen, indem mehrere Wagenladungen original russischer Erde aus der Gegend um Sankt Petersburg nach Weimar gebracht wurden, die zu einem Hügel im Weimarer Friedhof aufgeschüttet wurden, auf welchem die Kapelle erbaut wurde. Die Kirche wurde am 24. November 1862 auf den Namen Maria Magdalena durch den russischen Erzpriester Stefan Sabinin geweiht. Während des Baus der Grabkapelle legte man einen Durchbruch in der südlichen Wand des unteren Gewölbes an. Der Sarg Maria Pawlownas wurde in diesem Übergangsbereich untergebracht. Erst auf diese Art war es möglich ebenso dem Wunsch der Regentin Rechnung zu tragen, an der Seite ihres Mannes bestattet zu werden und dennoch auf geweihtem Boden ihrer eigenen, russisch-orthodoxen Religion liegen zu können.
Genutzt wurde und wird die Kapelle von der russisch-orthodoxen Gemeinde Weimars für Gottesdienste und zu Beerdigungszeremonien. Seit der Entstehungszeit waren regelmäßig Instandsetzungsarbeiten z. B. aufgrund der Feuchtigkeit im Mauerwerk notwendig. 
1953 kam die Kapelle in Rechtsträgerschaft der Nationalen Forschungs- und Gedenkstätten der klassischen deutschen Literatur in Weimar (NFG), die weitere umfassende Restaurierungsarbeiten an dem Gebäude durchführte.
Heute ist die Kapelle Teil der Klassik Stiftung Weimar.